# Nomada polemediana
Nomada polemediana är en biart som beskrevs av Mavromoustakis 1957. Nomada polemediana ingår i släktet gökbin, och familjen långtungebin. Inga underarter finns listade i Catalogue of Life.